# Cratere Defa
Defa  è un cratere sulla superficie di Venere.